# Emilio Ulloa Pérez
Emilio Ulloa Pérez (Tapachula, Chiapas, 31 de mayo de 1964) es una de las principales figuras del Partido Movimiento de Regeneración Nacional (Morena) en el Estado de México. Desde hace más de 30 años vive en Ciudad Nezahualcóyotl, donde ha ocupado puestos de representación popular. Es reconocido por la gente como una persona capaz y preparada, dispuesta a contribuir al bien de la comunidad.
Ha dedicado buena parte de su tiempo a promover las acciones de la Cuarta Transformación del país, que encabeza el Presidente de la República, Andrés Manuel López Obrador.

## Primeros años
Nació en Tapachula, Chiapas, en 1964. Durante su infancia y juventud, vivió en Tuxtla Gutiérrez, San Cristóbal de las Casas y el ejido Tierra y Libertad, donde conoció y convivió con la pobreza y marginación, que inspiraron sus ideales de cambio para el país. Más tarde se mudó a Nezahualcóyotl, donde radica actualmente y ha continuado con su lucha política.

## Formación y trayectoria política
Ingresó en el año de 1984 al Instituto Politécnico Nacional (IPN), donde se formó como economista.
Comenzó su activismo social como representante de la Escuela Superior de Economía ante la Coordinadora Estudiantil Politécnica, durante la huelga originada por la lucha contra el “porrismo”, defendiendo los intereses académicos de los estudiantes.

Es fundador del movimiento izquierdista en la zona de Nezahualcóyotl y Estado de México pues en 1989 apoyó al ingeniero Cuauhtémoc Cárdenas Solórzano, formando eventualmente al PRD. 

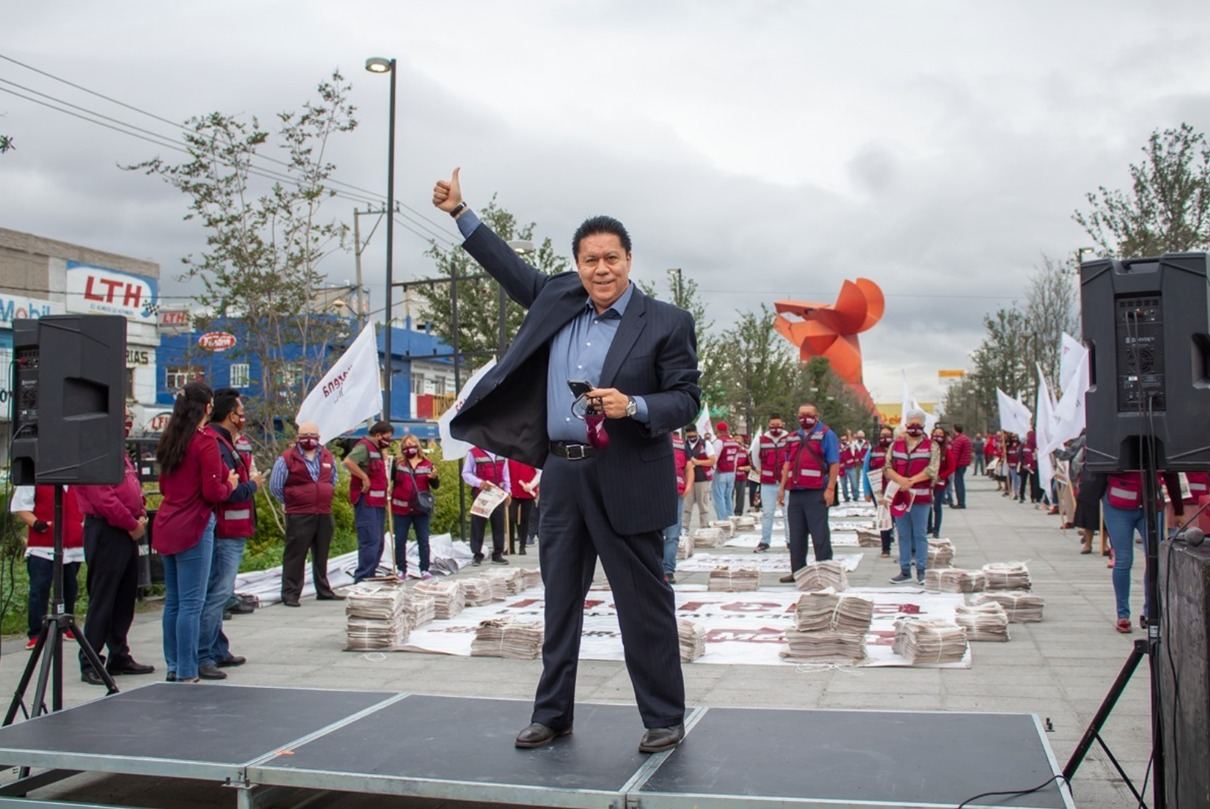
Emilio Ulloa en Ciudad Nezahualcóyotl durante el inicio del programa de divulgación de las acciones de Andrés Manuel López Obrador

Más tarde se convirtió en Diputado Local por el municipio de Nezahualcóyotl de 1993 a 1997 y de 2003 a 2006, y fue Regidor del mismo municipio, de 1997 al año 2000. De 2000 a 2003 y de 2006 a 2009 fue Diputado Federal por el municipio de Nezahualcóyotl, durante la LVIII y LX Legislatura.
Como diputado federal, fue Presidente de la Comisión de Concordia y Pacificación (COCOPA) creada por el gobierno federal a raíz de los levantamientos armados por el Ejército Zapatista de Liberación Nacional (EZLN) en el estado de Chiapas.
En San Lázaro, presidió la Comisión de Cultura en el 2000 y 2006 en donde  impulsó reformas constitucionales para proteger los derechos de autor de escritores y compositores.
Desde el año 2017 es Consejero Nacional del Movimiento de Regeneración Nacional (MORENA), del que es miembro fundador.
En 2020 participó en el proceso para elegir la dirigencia nacional del Partido Morena, como candidato a Secretario General. En encuesta organizada por el INE. Fue el candidato que más votos tuvo con el 30.39% del apoyo de los morenistas; sin embargo, el cargo lo ganó Citlalli Hernández debido a que los punteros para la presidencia eran hombres.

## Labor social y medios de comunicación
Participó como articulista en la primera época de la revista de análisis político y social “emeequis”, y constantemente realiza colaboraciones en espacios informativos y de opinión en Ciudad Nezahualcóyotl y el Estado de México sobre temas ciudadanos.
Durante la contingencia por el COVID-19, ha sido reconocido por la sociedad y medios de comunicación por haber realizado campañas de donación y entrega de insumos médicos a hospitales y clínicas.

## Reconocimiento social y partidista.
Emilio Ulloa ha recibido el apoyo de diversas corrientes dentro del partido para acompañar a Luisa María Alcalde en la fórmula para la Dirigencia Nacional de Morena, que se renovará en la segunda semana de septiembre de 2024.